# Liliana Gibek
Liliana Gibek (ur. 18 listopada 1977) – polska piłkarka, wielokrotna mistrzyni Polski i zdobywczyni Pucharu Polski, reprezentantka kraju.

## Kariera
W barwach Podgórza Kraków finał Pucharu Polski 1998/1999. Z Czarnymi Sosnowiec zdobyła Puchar Polski 2000/2001, choć nie wystąpiła w meczu finałowym.
Największe sukcesy klubowe odniosła jako zawodniczka AZS Wrocław, z którym 6 razy zdobyła mistrzostwo Polski (2002,2003,2004,2005,2006,2007) i 3 razy Puchar Polski (2002/2003, 2003/2004, 2006/2007), a dwukrotnie była finalistką (2001/2002 – nie strzeliła karnego w serii decydującej o tytule i 2005/2006 – nie wystąpiła w finale).
W barwach AZS występowała w 6 pierwszych edycjach Pucharu UEFA Kobiet, gdzie zaliczyła 22 gry i strzeliła 7 bramek (w tym 5 goli w jednym meczu, przeciwko Bangor City Girls). Następnie występowała w barwach Gola Częstochowa.
W reprezentacji Polski debiutowała 11 czerwca 1999. Uczestniczyła w eliminacjach do MŚ 2003 (rozgrywki europejskiej klasy B o prawo do występów w klasie A w 2007 – faktycznych eliminacjach MŚ), eliminacjach do ME 2005 i MŚ 2007. W reprezentacji rozegrała 35 meczów, strzeliła 6 bramek.